# Santotomasia
Santotomasia é um género monotípico de plantas com flores pertencentes à família Orchidaceae. A única espécie é Santotomasia wardiana.
A sua área de distribuição nativa é as Filipinas.